# Michael Henry Heim
Michael Henry Heim (Manhattan, 1943. január 21. –  Los Angeles, 2012. szeptember 29.) a Kaliforniai Egyetem szlavisztika professzora, műfordító, aki többek között Esterházy Péter, Konrád György, Milan Kundera, Bohumil Hrabal és Günter Grass műveit fordította angolra.